# Waiting 4U Tour
Waiting 4U Tour — концертний тур австралійського співака Коді Сімпсона та американського співака Грейсона Ченса. Тур проведений на підтримку дебютного міні-альбому Сімпсона 4 U (2010), а також для популяризації починаючого співака Грейсона Ченса. Обидва співака анонсували тур 10 березня 2011 року під час живого чату з шанувальниками на Ustream.

## На розігріві
- Камрін[en] (під час окремих виступів)[2]
- Майкл і Маріса (під час окремих виступів)[3]
- Шейн Гарпер[en] (під час окремих виступів)[4]

## Сет-лист
1. "Heart Like Stone"
2. "Light Up the Dark"
3. "Fire"
4. "Paparazzi"
5. "Empire State of Mind (Part II) Broken Down[en]"
6. «Unfriend You»
7. «Waiting Outside the Lines[en]»

1. "Round of Applause"
2. "iYiYi"
3. "Don't Cry Your Heart Out"
4. "Not Just You"
5. "I Found You"
6. "All Day"

## Дати туру
| Дата             | Місто             | Країна           | Місце                         |
| Північна Америка | Північна Америка  | Північна Америка | Північна Америка              |
| ---------------- | ----------------- | ---------------- | ----------------------------- |
| 9 квітня 2011    | Сент-Джордж       | США              | Dixie Center Ballroom         |
| 11 квітня 2011   | Енглвуд           | США              | Gothic Theater                |
| 13 квітня 2011   | Міннеаполіс       | США              | First Avenue                  |
| 14 квітня 2011   | Сент-Луїс         | США              | Pageant Concert NightClub     |
| 15 квітня 2011   | Чикаго            | США              | House of Blues                |
| 16 квітня 2011   | Мілвокі           | США              | The Rave                      |
| 17 квітня 2011   | Ройал Оак         | США              | Royal Oak Music Theatre       |
| 19 квітня 2011   | Клівленд          | США              | House of Blues                |
| 20 квітня 2011   | Ланкастер         | США              | The Chameleon Club            |
| 21 квітня 2011   | Вестбері          | США              | NYCB Theatre at Westbury      |
| 22 квітня 2011   | Гемптон-Біч       | США              | Hampton Beach Casino Ballroom |
| 23 квітня 2011   | Фоксборо          | США              | Showcase Live                 |
| 25 квітня 2011   | Вест-Честер       | США              | The Note                      |
| 26 квітня 2011   | Нью-Йорк          | США              | Irving Plaza                  |
| 27 квітня 2011   | Нью-Йорк          | США              | Gramercy Theatre              |
| 28 квітня 2011   | Вашингтон         | США              | Sixth & I Historic Synagogue  |
| 1 травня 2011    | Форт-Лодердейл    | США              | Culture Room                  |
| 3 травня 2011    | Лейк Буена Віста  | США              | House of Blues                |
| 4 травня 2011    | Атланта           | США              | Center Stage Theater          |
| 6 травня 2011    | Х'юстон           | США              | Bronze Peacock Room           |
| 8 травня 2011    | Даллас            | США              | Cambridge Room                |
| 10 травня 2011   | Меса              | США              | Nile Theater                  |
| 11 травня 2011   | Західний Голлівуд | США              | House of Blues                |
| 14 травня 2011   | Анахайм           | США              | House of Blues                |
| 15 травня 2011   | Сан-Франциско     | США              | Great American Music Hall     |
| 17 травня 2011   | Сіетл             | США              | Showbox at the Market         |
| 18 травня 2011   | Портленд          | США              | Roseland Theater              |

Скасувані та перенесені шоу
| 11 квітня 2011 | Айвінс        | Tuacahn Amphitheatre and Center for the Arts | Перенесено до Dixie Center Ballroom в Сент-Джордж, Юта |
| 13 квітня 2011 | Міннеаполіс   | The Cedar Cultural Center                    | Перенесено до First Avenue                             |
| 26 квітня 2011 | Нью-Йорк      | Gramercy Theatre                             | Перенесено до Irving Plaza                             |
| 15 травня 2011 | Сан Франциско | Slim's                                       | Перенесено до Great American Music Hall                |